# Anja Schiemann (Politikerin)

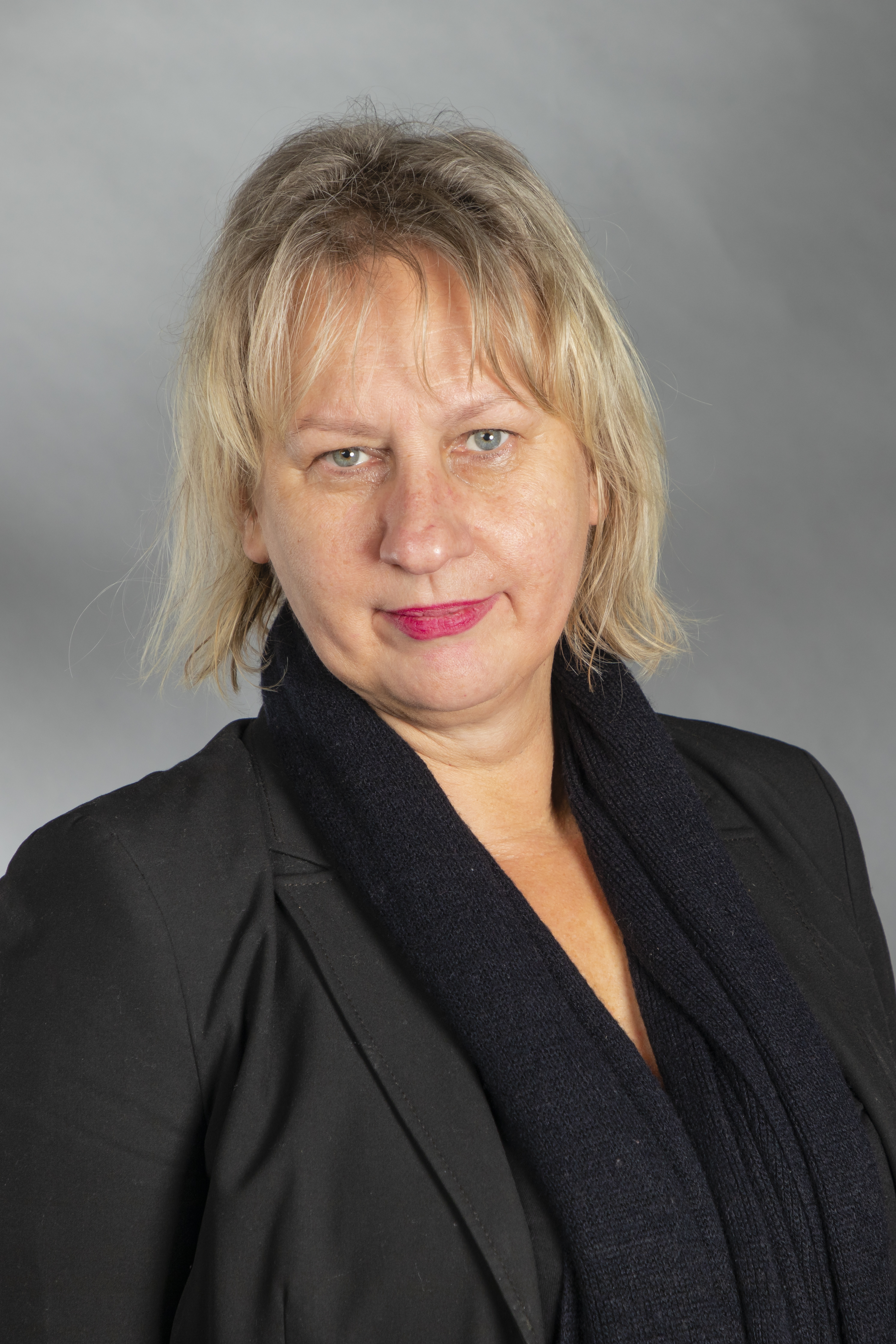
Anja Schiemann (2019)

Anja Schiemann (* 22. August 1966 in Bremen) ist eine deutsche Verwaltungsfachfrau und Politikerin (SPD). Seit 2019 ist sie Mitglied der Bremischen Bürgerschaft.

## Biografie

### Ausbildung und Beruf
Schiemann machte 1983 ihre Mittlere Reife und besuchte bis 1985 die Höhere Handelsschule Bremen. Von 1985 bis 1988 absolvierte sie ihre Ausbildung zur Verwaltungsfachfrau im öffentlichen Dienst in Bremen. Sie war tätig beim Sozialgericht und beim Senator für Justiz und Verfassung, seit 1995 dort im Senatoren- und Staatsratsbüro. 
Sie hat als allein erziehende Mutter eine Tochter.

### Politik
Schiemann ist seit 2005 Mitglied der SPD im SPD-Ortsverein Bremen-Woltmershausen und war dort in verschiedenen Funktionen aktiv, aktuell (2019) als Vorsitzende. Seit 2011 ist sie Mitglied im Beirat des Stadtteils Woltmershausen. Seit 2014 ist sie Mitglied der Deputation für Umwelt, Bau, Verkehr, Stadtentwicklung, Energie und Landwirtschaft der Bremischen Bürgerschaft. 2018 wurde sie von der Mandatskommission der SPD auf den Listenplatz 18 der SPD-Liste für die Bürgerschaftswahl 2019 gesetzt.
Sie ist aktuell Sprecherin für Verkehr und Mobilität der SPD-Fraktion.

### Weitere Mitgliedschaften
- Vereinte Dienstleistungsgewerkschaft (Verdi)
- Sportvereine TSV Woltmershausen und Schwimmverein SV 1910